# Маркиз Или
Маркиз Или в графстве Уэксфорд (англ. Marquess of Ely) — наследственный титул в системе Пэрства Ирландии.

## История
Титул маркиза Или был создан в 1800 году для Чарльза Лофтуса, 1-го графа Или (1738—1806). Он родился под именем Чарльза Тоттенхэма, сына сэра Джона Тоттенхэма, 1-го баронета (1714—1786) и достопочтенной Элизабет Лофтус (ум. 1747), дочери Николаса Лофтуса, 1-го виконта Лофтуса (1687—1763), сестре и наследнице Генри Лофтуса, 1-го графа Или (1709—1783). В 1780 году для Джона Тоттенхэма был создан титул баронета из Тоттенхэма Грина в графстве Уэксфорд (Баронетство Ирландии). В 1783 году Чарльз Тоттенхэм унаследовал имения семьи Лофтус после смерти своего дядя по материнской линии, Генри Лофтуса, 1-го графа Или (1709—1783). Он получил королевское разрешение на дополнительную фамилию «Лофтус». В 1785 году он стал пэром Ирландии, получив титул барона Лофтуса из Лофтус Холла в графстве Уэксфорд.

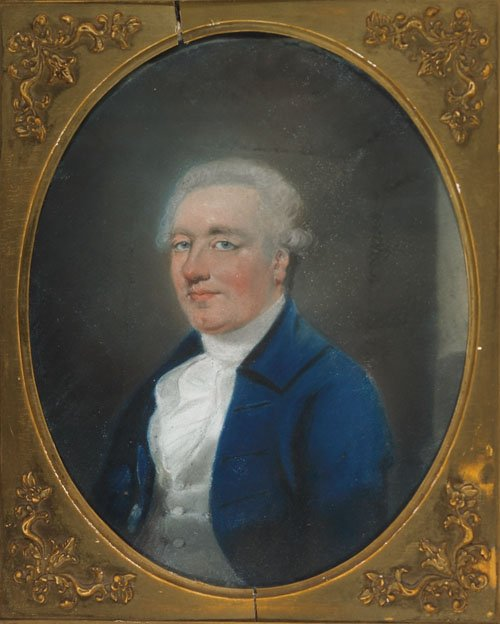
Чарльз Тоттенхэм, 1-й маркиз Или (1738—1806)

Чарльз Лофтус также получил титулы виконта Лофтуса из Или (1789), графа Или в Королевстве Ирландия (1794) и маркиза Или в графстве Уэксфорд (1800). Все эти титулы являлись пэрством Ирландии. В 1801 году он получил титул барона Лофтуса из Лонг Лофтуса в графстве Йоркшир (Пэрство Соединённого королевства), получив для себя и своих потомков автоматическое место в Палате лордов до принятия акта 1999 года. Лорд Или стал также преемником своего отца в качестве 2-го баронета в 1786 году.

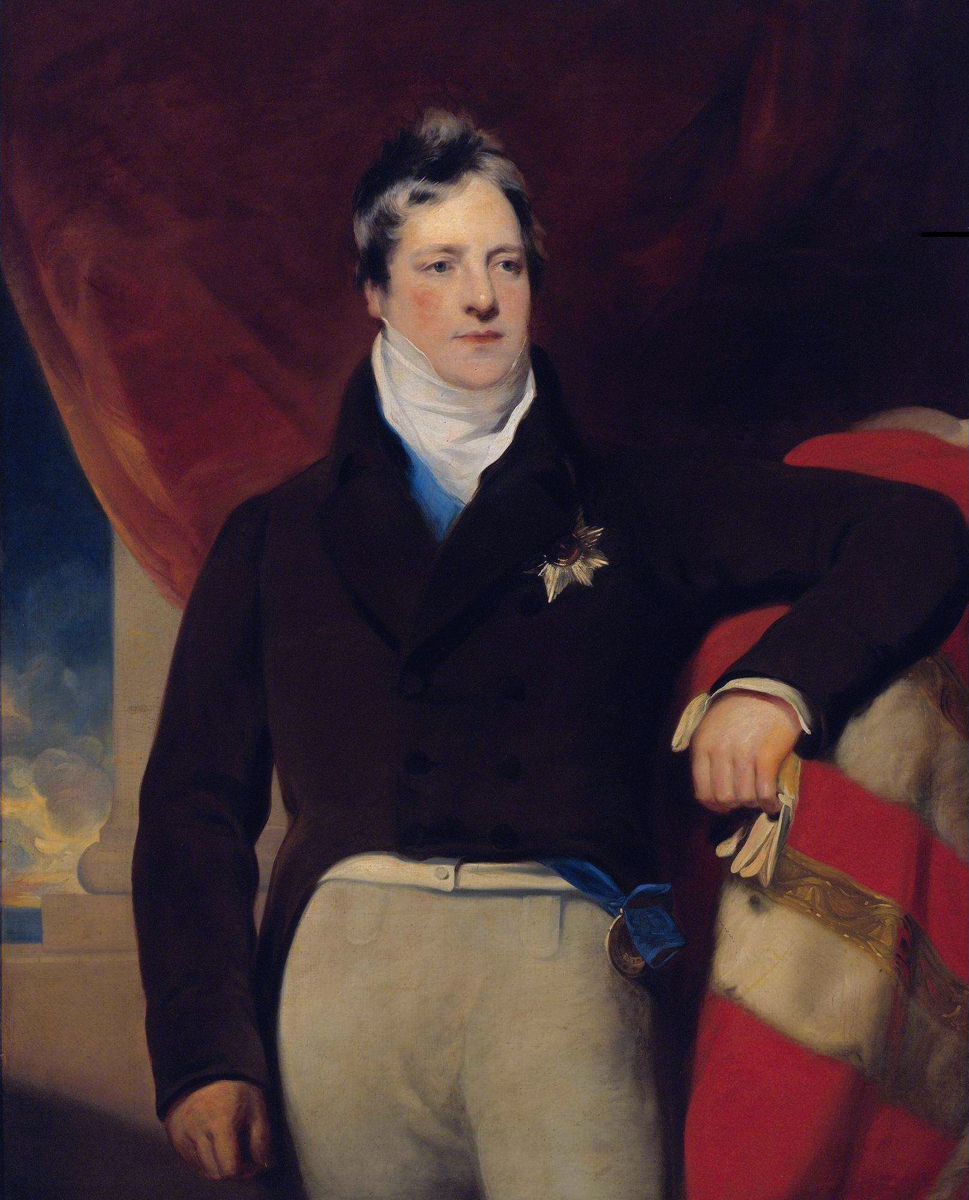
Джон Лофтус, 2-й маркиз Или (1770—1845)

Лорду Или наследовал его старший сын, Джон Лофтус, 2-й маркиз Или (1770—1845). Ранее он также представлял интересе графства Уэксфорд в парламенте Ирландии (1790—1801) и Палате общин Великобритании (1801—1806). Его преемником стало его старший сын, Джон Генри Лофтус, 3-й маркиз Или (1814—1857). Он представлял в Палате общин Вудсток (1845). В 1889 году после смерти его сына, Джона Генри Веллингтона Грэма Лофтуса, 4-го маркиза Или (1849—1889), прямая линия наследования семьи Лофтус угасла. Ему наследовал его кузен, Джон Генри Лофтус, 5-й маркиз Или (1851—1925). Он был старшим сыном преподобного лорда Адама Лофтуса, третьего сына 2-го маркиза Или. 5-й маркиз умер бездетным в 1925 году, его сменил его младший брат, Джордж Герберт Лофтус, 6-й маркиз Или (1854—1935). Его сын Джордж Генри Веллингтон Лофтус, 7-й маркиз Или (1903—1969), занимал должность высшего шерифа в графстве Фермана. После его смерти в 1969 году ему наследовал его родственник, Чарльз Джон Тоттенхэм (1913—2006), который стало 8-м маркизом Или. Он был правнуком подполковника Чарльза Джона Тоттенхэма, старшего сына лорда Роберта Понсонби Тоттенхэма (1773—1850), второго сына 1-го маркиза Или. 8-й маркиз проживает в Канаде.
По состоянию на 2024 год, обладателем маркизата являлся его старший сын, Чарльз Джон Тоттенхэм, 9-й маркиз Или (род. 1943), наследовавший своему отцу в 2006 году.

## Другие известные члены семьи Тоттенхэм-Лофтус

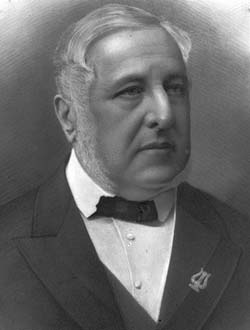
Лорд Огастес Лофтус, четвертый сын 2-го маркиза Или

- Чарльз Тоттенхэм (1694—1758), депутат ирландского парламента от Нью-Росса (1727—1758), отец 1-го баронета;
- Чарльз Тоттенхэм (1716—1795), депутат ирландского парламента от Фетарда (1755—1760, 1790—1795), Нью-Росса (1761—1768), Банноу (1768—1776) и Клонмайнса (1776—1790), брат 1-го баронета;
- Его преосвященство Лорд Роберт Тоттенхэм[англ.] (1773—1850), епископ Клохерский[англ.] (1822—1850), второй сын 1-го маркиза Или;
- Генри Лофтус Тоттенхэм (1860—1950), адмирал королевского флота, сын Джона Фрэнсиса Тоттенхэма, внук лорда Роберта Тоттенхэма;
- Сэр Роберт Александр Лофтус Тоттенхэм (1873—1946), администратор Пудуккоттая в Британской Индии, сын Джона Фрэнсиса Тоттенхэма;
- Преподобный Джордж Тоттенхэм (1825—1911), декан Клохера[англ.], сын лорда Роберта Тоттенхэма;
- Лорд Огастес Лофтус (1817—1904), видный британский дипломат, четвертый сын 2-го маркиза Или, губернатор Нового Южного Уэльса (1879—1885).

Название маркизата происходит от названия Или в графстве Уиклоу, а не от города Или в Кембриджшире.
Подобный титул маркиза острова Или был создан вместе с титулом герцога Эдинбурга в 1726 году.
Родовое гнездо — Лофтус Холл на полуострове Хук в графстве Уэксфорд.

## Баронеты Тоттенхэм, затем Лофтус, потом Тоттенхэм из Тоттенхэм Грина (1780)
- 1780—1786: Сэр Джон Тоттенхэм, 1-й баронет (1714 — 29 декабря 1786), старший сын Чарльза Тоттенхэма (1694—1758);
- 1786—1806: Сэр Чарльз Лофтус, 2-й баронет (23 января 1738 — 22 марта 1806), единственный сын предыдущего, барон Лофтус с 1785 года, виконт Лофтус с 1789 года, граф Или с 1794 года и маркиз Или с 1800 года.

## Маркизы Или (1800)
- 1800—1806: Чарльз Лофтус, 1-й маркиз Или (23 января 1738 — 22 марта 1806), единственный сын сэра Джона Тоттенхэма, 1-го баронета;
- 1806—1845: Джон Лофтус, 2-й маркиз Или (15 февраля 1770 — 26 сентября 1845), старший сын предыдущего;
- 1845—1857: Генри Джон Лофтус, 3-й маркиз Или (19 января 1814 — 15 июля 1857), старший сын предыдущего;
- 1857—1889: Джон Генри Веллингтон Грэм Лофтус, 4-й маркиз Или (22 ноября 1849 — 3 апреля 1889), единственный сын предыдущего;
- 1889—1925: Генри Джон Лофтус, 5-й маркиз Или (6 марта 1851 — 18 декабря 1925), старший сын преподобного лорда Адама Лофтуса (1816—1866), внук 2-го маркиза Или;
- 1925—1935: Герберт Джордж Лофтус, 6-й маркиз Или (19 апреля 1854 — 10 апреля 1935), младший брат предыдущего;
- 1935—1969: Джордж Генри Веллингтон Лофтус, 7-й маркиз Или (3 сентября 1903 — 31 мая 1969), единственный сын предыдущего от второго брака;
- 1969—2006: Чарльз Джон Тоттенхэм, 8-й маркиз Эли (30 мая 1913 — 1 февраля 2006), старший сын Джорджа Леонарда Тоттенхэма (1879—1928), внук майора Чарльза Роберта Уорсли Тоттенхэма (1845—1923), правнук подполковника Чарльза Джона Тоттенхэма (1808—1878), внука Чарльза Лофтуса, 1-го маркиза Или;
- 2006 — настоящее время: Чарльз Джон Тоттенхэм, 9-й маркиз Или (род. 12 февраля 1943), старший сын предыдущего;
  - Наследник: Лорд Тимоти Крейг Тоттенхэм (род. 17 января 1948), младший брат предыдущего;
    - Предполагаемый наследник наследника: Скотт Крейг Тоттенхэм (род. 14 апреля 1977), старший сын предыдущего.